# Hedlocke
Sadellocke (Mitopus morio) är en spindeldjursart. Sadellocke ingår i släktet Mitopus, och familjen långbenslockar. Arten är reproducerande i Sverige.